# Пижик короткодзьобий
Пижик короткодзьобий (Brachyramphus brevirostris) — вид морських птахів родини алькових (Alcidae).

## Поширення
Птах гніздиться вздовж узбережжя Аляски, на Алеутських островах, на чукотському та камчатському узбережжі Берінгового моря.

## Опис
Невеликий птах завдовжки до 25 см. У негніздовий період має біле забарвлення з чорною верхівкою голови, потилицею, спиною та крилами. У гніздовий період має буре пір'я з білими кінчиками, що надає птаху строкатого вигляду. Дзьоб короткий, чорного кольору.

## Спосіб життя
Трапляється неподалік берега у затишних бухтах. Живиться дрібною рибою, крилем та зоопланктоном. На відміну від більшості інших морських птахів, він не розмножується колоніями і гніздиться в горах серед лишайників чи мохів далеко від морського берега, часто близько до межі снігу. У кладці одне зелене яйце. Через 25 днів після вилуплення пташеня вже вміє літати і самостійно долітає до моря.